# Spilosoma simplex
Spilosoma simplex är en fjärilsart som beskrevs av Matsumura 1927. Spilosoma simplex ingår i släktet Spilosoma och familjen björnspinnare. Inga underarter finns listade i Catalogue of Life.